# Anthony Scaramucci

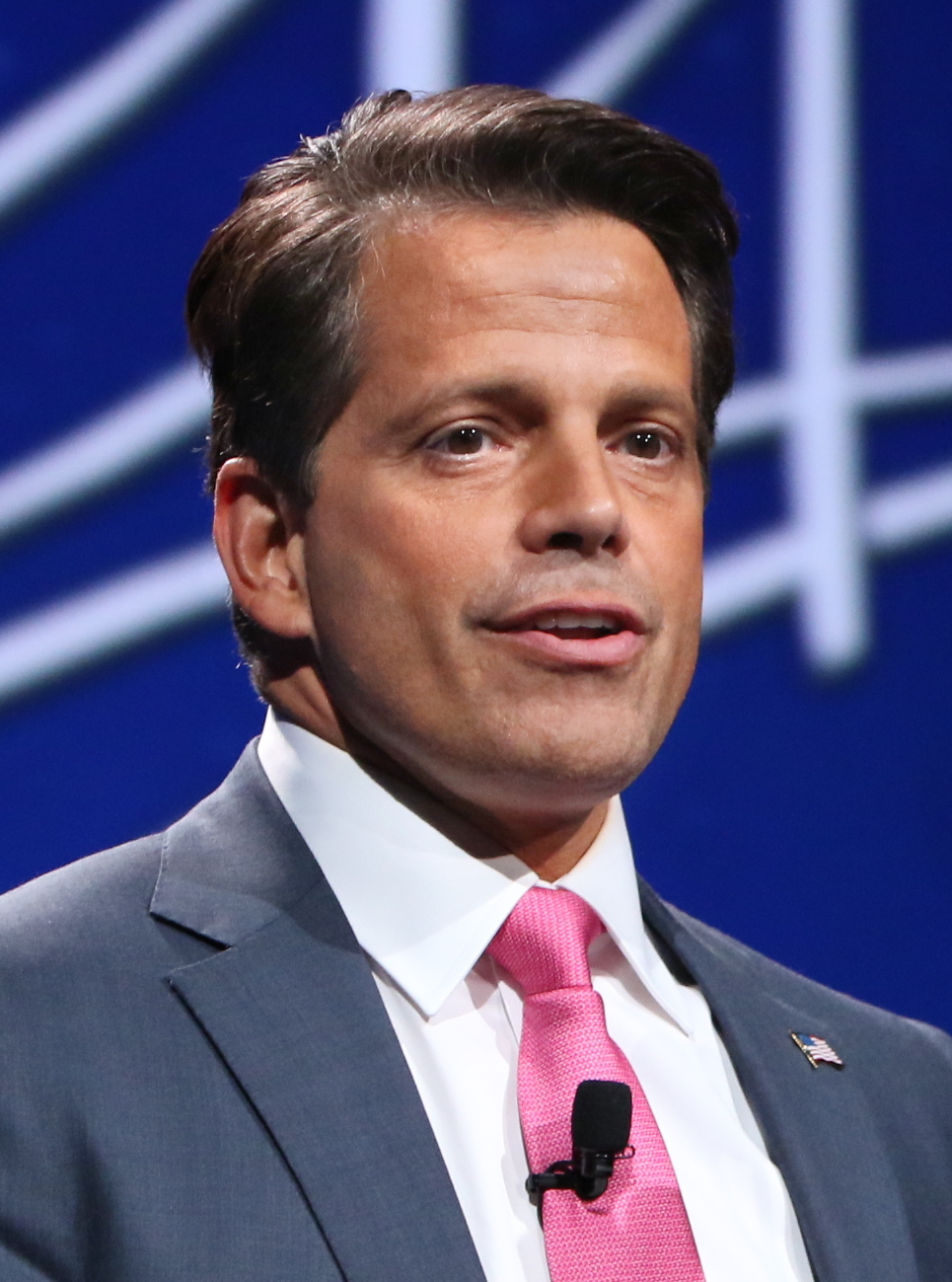
Anthony Scaramucci (2016)

Anthony Scaramucci (Port Washington, Long Island (New York), 6 januari 1964) is een Amerikaans hedgefonds-manager, politiek adviseur en auteur. 
Op 21 juli 2017 wees president Donald Trump hem aan als beoogd directeur Communicatie van het Witte Huis. Officieus bekleedde hij het ambt slechts tien dagen tot 31 juli 2017 en werd nog voor zijn officiële benoeming door Trump ontslagen. Officieel zou hij op 15 augustus 2017 in dienst zijn getreden. Scaramucci was rechtstreeks ondergeschikt aan de president en niet aan de stafchef van het Witte Huis.

## Afkomst, opleiding en carrière
Scaramucci werd als zoon van van een bouwvakker geboren. Hij studeerde aan de Tufts University en behaalde zijn Juris. Doc. aan de Harvard Law School.
Scaramucci werkte onder andere voor Lehman Brothers en Goldman Sachs. In 2005 stichtte hij de New Yorker investeringsonderneming SkyBridge Capital. In januari 2017 verkocht hij zijn aandeel van 45 procent in het bedrijf aan een syndicaat, waartoe de Chinese HNA Group en de firma TRON Transatlantic behoorden.

## Politieke activiteiten
In 2008 was Scaramucci als fondsenwerver voor de latere president Barack Obama werkzaam. Ontevreden over Obama's politiek tegenover de financiële sector, stapte hij in 2010 over naar het kamp van de Republikeinen. Tijdens de presidentsverkiezing in 2012 steunde hij de Republikeinse kandidaat Mitt Romney. Bij de voorverkiezingen van de presidentsverkiezing van 2016 zamelde hij eerst gelden in voor de Republikein Jeb Bush en stapte na diens afhaken over naar het kamp van Donald Trump. Bij Trumps inauguratie in januari 2017 kreeg Scaramucci geen post in diens kabinet.
Op de Amerikaanse televisie presenteerde hij tijdelijk de door Fox News Channel geproduceerde uitzending Wall Street Week. Na de voordracht voor Trumps transitieteam in november 2016 gaf hij deze activiteit op.

## Witte Huis
In reactie op de benoeming van Scaramucci tot directeur Communicatie van het Witte Huis, maakte Sean Spicer, de perswoordvoerder van het Witte Huis, op 21 juli 2017 zijn terugtreden per 1 augustus 2017 bekend. Scaramucci deelde daarop mee, dat Sarah Huckabee Sanders – tot dan Spicers plaatsvervangster – diens opvolgster moest worden. Scaramucci werd als directeur Communicatie verantwoordelijk voor de totale communicatie-strategie van het Witte Huis. In de maanden voorafgaand aan zijn benoeming viel Scaramucci vooral op door zijn agressieve verdediging van Trumps beleid.

## Trump-kritiek en -loyaliteit
In augustus 2015 noemde hij Donald Trump bij Fox News een "politieke nietsnut" (hack politician) en dichtte hij hem  "anti-Amerikaanse retoriek" toe. Toen verslaggevers hem hierop na zijn benoeming tot directeur Communicatie aanspraken, betitelde Scaramucci die uitlatingen als "enkele van zijn grootste fouten". Verder had hij in die tijd ook een andere presidentskandidaat gesteund. "Ik zou dat nooit hebben durven zeggen". In samenhang hiermee wiste hij op 22 juli 2017 zijn oude tweets met de motivering dat "vroegere inzichten zich hadden ontwikkeld en dat die geen afleiding meer mochten veroorzaken". "Ik ben dienstbaar aan de agenda van de president en dat is alles wat erop aan komt". In deze tweets had hij onder meer de door Trump geplande bouw van een muur op de grens met Mexico bekritiseerd, voor vrije wereldhandel gepleit en zich tegen de Brexit uitgesproken. Bovendien had hij strengere wapenwetten verlangd en klimaat-sceptici bekritiseerd..

## Ontslag
Op 27 juli 2017 meldde een journalist van de New Yorker dat Scaramucci hem telefonisch bedreigd had om erachter te komen van wie uit het Witte Huis hij bepaalde informatie had verkregen. Toen de journalist de naam niet wilde prijsgeven, beschimpte Scaramucci vervolgens de stafchef van het Witte Huis, Reince Priebus (Reince is een vuile paranoïde, een verdomde schizofreen) en Trumps chef-strateeg Steve Bannon (Ik probeer niet mezelf af te trekken. Ik probeer niet mijn eigen merk op te bouwen op de verdomde kracht van de president. Ik ben hier om het land te dienen).. Na het naar buiten komen van de uitlatingen excuseerde Scaramucci zich op Twitter voor "zijn kleurrijke woordkeus". 
De functie van directeur Communicatie in het Witte Huis bekleedde Scaramucci tot 31 juli 2017. Zijn ontslag werd door John F. Kelly in diens kwaliteit van nieuwe stafchef van het Witte Huis doorgezet..

## Loyaliteit aan en kritiek op Trump na ontslag
Na zijn vroegtijdige ontslag als beoogd directeur Communicatie van het Witte Huis in 2017 trad Scaramucci veelvuldig op in de nieuwsuitzendingen van vooraanstaande televisienetwerken op als een loyale supporter en verdediger van het veelal controversiële gedrag van president Trump. Omstreeks de tweede week van augustus 2019, kort na het bezoek van de president aan de door massa-schietpartijen getroffen steden Dayton (Ohio) en El Paso (Texas), hekelde hij het egocentrische en weinig empathische optreden van de president. De betreffende Twitter-confrontatie met Trump kreeg op 12 augustus 2019 een vervolg in het CNN-programma New Day, waarin Scaramucci uitsprak de hoop te hebben laten varen dat president Trump zijn agressieve en verdeeldheid zaaiende gedrag kan staken. Zijn conclusie is dan ook dat hij en zijn Republikeinse partijgenoten een andere top van de kandidatenlijst voor de presidentsverkiezing  dienen op te stellen..
Sinds juni 2020 werkte Scaramucci samen met Matt Borges en andere voormalige Republikeinse Trump-medewerkers aan het oprichten van een politiek actiecomité (super PAC) om herverkiezing van president Trump te voorkomen en tevens om diens Democratische opponent Joe Biden te steunen.
Scaramucci fungeert als adviseur van de groep. Hij is een van de vele andere Trump-autoriteiten die hun steun voor Biden uitspraken.

.

## Privéleven
Scaramucci is twee keer getrouwd. Zijn eerste huwelijk met Lisa Miranda strandde na 23 jaar in 2011. Uit dit huwelijk heeft hij een dochter en twee zonen.
Sinds 2011 is hij samen met Deidre Ball. Scaramucci and Ball trouwden in 2014 en kregen toen ook hun eerste kind. Ball vroeg een scheiding aan in 2017, toen ze zwanger was van hun tweede kind. De Scaramuccis besloten toen aan het huwelijk te werken en de scheiding was van de baan.

## Trivia
- Scaramucci heeft de bijnaam The Mooch (Nederlands: "De Schooier").

## Publicaties
- Goodbye Gordon Gekko: How to Find Your Fortune Without Losing Your Soul. John Wiley & Sons, 2010.
- The Little Book of Hedge Funds: What You Need to Know About Hedge Funds but the Managers Won’t Tell You. John Wiley & Sons, 2012.
- Hopping Over the Rabbit Hole: How Entrepreneurs Turn Failure Into Success. John Wiley & Sons, 2016.